# ラジオ劇場HXLアワー
『ラジオ劇場HXLアワー』（ラジオげきじょうヒーロークロスラインアワー）は、講談社『月刊マガジンZ』とYahoo! JAPAN内コンテンツYahoo!コミックによるコラボレーションに基づくクロスオーバー作品企画『ヒーロークロスライン』（通称HXL）のウェブラジオ及びラジオドラマ作品を配信するインターネットラジオ局。2010年1月1日開局。毎月1日と15日に更新予定であり、基本的に最新回のみ視聴可能。
現在ウェブラジオ2番組、ラジオドラマ2作品を定期配信中。

## 概要
かねてからHXL非公式同人誌やHXL応援ブログ等で活動していた新井リュウジが総合プロデュースを勤めるインターネットラジオ局。YouTubeを使用して配信されており、音声だけでなく椎名かつゆきや村枝賢一のイラストと共に配信されている。今までの『ヒーロークロスライン』作品は漫画という形での発表が殆どであったが、新しい可能性において導き出された、漫画以外の新たな表現方法としてスタートした。
なお配信されているラジオドラマ作品は『ヒーロークロスライン 第二期』作品となっている。
またインターネットラジオ局『HiBiKi Radio Station』において、2010年5月4日よりラジオ番組「HXLアワー」、5月18日より「HXLアワー ニードルアイ」として配信が開始された。毎月第1火曜日には「電波少女怪人レーダちゃん」「ヒーロークロスラインアワー」「シュニャイクのHXL講座」の3番組をまとめた「HXLアワー」が、毎月第3火曜日には「ニードルアイ」「Radioニードルアイ」の2番組をまとめた「HXLアワー ニードルアイ」として配信される。配信される内容は、その月に『ラジオ劇場HXLアワー』で配信されたものである。なお『HiBiKi Radio Station』での「HXLアワー」第1回配信は、それぞれの番組の第1回からではなく5月1日に『ラジオ劇場HXLアワー』にて配信された回であった。しかし「ニードルアイ」のみ第1話から配信されており、2010年6月の更新日までバックナンバーを視聴可能であった。
その他、2011年4月12日よりパソコンと携帯電話の両方で聞く事の出来るインターネットラジオ局『ぽけら』においても配信が開始された。こちらは音声のみの配信であり、毎月第2・第4火曜日に更新予定。

## 配信番組

### ヒーロークロスラインアワー
インターネットラジオ局の開始時から配信されているウェブラジオであり、所謂アニラジと同じ性質を持つメイン番組である。通常のラジオとは違いキャラクターがパーソナリティを担当しているという設定であり、第1回は後述のレーダがHXL参加作家である村枝賢一の仕事場にお邪魔するという内容であった。また視聴者からのメールも募集しており、第2回放送からはレーダの下僕になりたいリスナーの募集も開始している。第3回からパートナーとして後述のドリラスが、また第8回からはオージョロン、第14回からはコブレーラも参加。なお第6回は、2010年5月21日に新宿ロフトプラスワンで行なわれたイベント『ヒーロークロス・トーク』内にて収録された映像をそのまま配信した。毎月1日更新。
第12回までは特にコーナーなどは存在していなかったが、配信開始から1年が経った第13回より明確なコーナー分けがなされた。
| 回数   | ゲスト               | おまけ漫画 | 配信日        | 『響』配信日  | 『ぽけら』配信日 |
| ------ | -------------------- | ---------- | ------------- | ------------- | ---------------- |
| 第1回  | 村枝賢一             | -          | 2010年 1月1日 | -             | -                |
| 第2回  | 椎名かつゆき         | 馬場民雄   | 2月1日        | -             | -                |
| 第3回  | 栗原一実             | -          | 3月1日        | -             | -                |
| 第4回  | 馬場民雄             | 馬場民雄   | 4月1日        | -             | -                |
| 第5回  | 出月こーじ           | 馬場民雄   | 5月1日        | 5月4日        | -                |
| 第6回  | たかしげ宙           | 馬場民雄   | 6月1日        | 6月1日        | -                |
| 第7回  | 貴日ワタリ           | 馬場民雄   | 7月1日        | 7月6日        | -                |
| 第8回  | 有里紅良、夢来鳥ねむ | 馬場民雄   | 8月1日        | 8月3日        | -                |
| 第9回  | -                    | 馬場民雄   | 9月1日        | 9月7日        | -                |
| 第10回 | -                    | 馬場民雄   | 10月1日       | 10月5日       | -                |
| 第11回 | -                    | 馬場民雄   | 11月1日       | 11月2日       | -                |
| 第12回 | -                    | 馬場民雄   | 12月1日       | 12月7日       | -                |
| 第13回 | -                    | 馬場民雄   | 2011年 1月1日 | 2011年 1月4日 | -                |
| 第14回 | -                    | 馬場民雄   | 2月1日        | 2月1日        | -                |
| 第15回 | -                    | 馬場民雄   | 3月1日        | 3月1日        | -                |
| 第16回 | -                    | 馬場民雄   | 4月1日        | 4月5日        | 4月12日          |

### シュニャイクのHXL講座
2010年2月1日から9月1日にかけて配信されたウェブラジオ。全8回。『ヒーロークロスライン』を新たに知った人へ向けて、HXLの世界観の解説や各作品の簡単な説明などを行なっている番組である。先生役に第一期作品「ひろよん」の登場キャラクターであるシュニャイク、生徒役に後述のレーダやドリラスを置いて番組が進行する。配信中は毎月1日更新であった。なお、この番組に関してはバックナンバーを全て視聴可能である。

### レーダちゃんが行く♪
2010年9月1日より配信されている動画番組。レーダの声を担当している巽理恵がメインで出演し、様々な活躍の様子を配信している。なおここに登場する巽理恵は、レーダに憑依されているという設定である。不定期更新。
| 回数  | ゲスト                                        | 内容                                            | 配信日         |
| ----- | --------------------------------------------- | ----------------------------------------------- | -------------- |
| 第1回 | NORIKO                                        | レーダちゃん音頭の振り付け                      | 2010年 9月1日  |
| 第2回 | 馬場民雄                                      | コミックトレジャー16レポート                    | 9月19日        |
| 第3回 | 村枝賢一                                      | 江古田ナイトバザールサイン会&握手会レポート     | 11月6日        |
| 第4回 | HXL参加作家陣                                 | コミックマーケット79レポート                    | 2011年 1月28日 |
| 第5回 | 夏生優美、岡本麻弥、 ロバート・ウォーターマン | ブシロードライブ2011 サブステージ楽屋裏レポート | 3月2日         |

### Radioニードルアイ
後述の「ニードルアイ」を盛り上げることを目的としたウェブラジオ。毎月15日更新。

## 配信作品

### 電波少女怪人レーダちゃん
開局時から配信されているラジオドラマ作品。原作は椎名かつゆき作の「ひろよん」であり、同作品の登場キャラクターであるレーダが主人公となっている。内容としては、基本的にレーダとスナジアナがただ駄弁るというものである。毎月1日更新。

#### 登場キャラクター
電波少女怪人レーダ（でんぱしょうじょかいじん -）
声 - 巽理絵
ノッカーズ集団『マジン団』の第1号怪人であり、このウェブドラマの主人公。「ひろよん」で登場していた時は電波女怪人だったが、いつの間にか電波少女怪人になっている。嫌いな食べ物はニンジン。
スナジアナ
声 - 清水秀光
第一期作品「MEAN 遥かなる歌」の登場キャラクター。レーダとは良いコンビであり、「スナちゃん」と呼ばれている。なお、誤解されやすいがレーダの部下ではない。
螺旋女王ドリラス（らせんじょおう -）
声 - はらまいこ
第一期作品「ひろよん」の登場キャラクターであり、『マジン団』の第2号怪人。第3話から登場しており、レーダからは「ドリ姉」と呼ばれている。
蜘蛛女オージョロン（くもおんな -）
声 - 春李めぐみ
第一期作品「ひろよん」の登場キャラクターであり、『マジン団』の第3号怪人。第8話から登場しており、レーダやドリラスと仲が良い。
砂塵妖蛇コブレーラ（さじんようじゃ -）
声 - 夏生優美
第一期作品「ひろよん」の登場キャラクターであり、『マジン団』の第4号怪人。第14話から登場しており、スナジアナの料理を気に入っている。
ラフ・J・ダイアモンド（- ジャック -）
声 - 伊藤健太郎
第一期作品「ジエンド」及び第二期作品「Z-END」の登場キャラクターであり、ノッカーズである。第6話にてゲスト出演。スナジアナの名前をよく間違える。

#### 主題歌
ポイズンパルス
作詞 - 椎名かつゆき、作曲 - 貴日ワタリ、歌 - 巽理絵
第1話から第8話、第10話以降にて使用。
レーダちゃん音頭
作詞 - 巽理絵、作曲 - 貴日ワタリ、歌 - 巽理絵
第9話にて使用。

### ニードルアイ
原作を新井リュウジが担当するラジオドラマ作品であり、HXLの年表にも組み込まれている。毎月15日更新。

### 電波少女怪人レーダちゃんR

#### 登場キャラクター
電波少女怪人レーダ（でんぱしょうじょかいじん -）
声 - 巽理絵
スナジアナ
声 - 清水秀光
螺旋女王ドリラス（らせんじょおう -）
声 - はらまいこ
蜘蛛女オージョロン（くもおんな -）
声 - 春李めぐみ
砂塵妖蛇コブレーラ（さじんようじゃ -）
声 - 夏生優美
氷点女王ハッコーダ
声 - 澤田秋乃
第一期作品「ひろよん」の登場キャラクターであり、『マジン団』の第9号怪人。
幽霊巫女ノロイ・ミコン
声 - 逢田のぞ未
第一期作品「ひろよん」の登場キャラクターであり、『マジン団』の第11号怪人。

## MY FAVORITE HEROES
2010年6月1日からスタートしたコーナーで、HXLの関係者が自分の好きなヒーローを紹介する企画。ラジオ番組ではない。7月1日更新の第2回以降は更新されておらず、バックナンバーは公開されていない。

## 共通スタッフ
- 総合プロデュース：新井リュウジ
- 総監督：大沼弘幸
- 脚本：大沼弘幸
- 音楽：貴日ワタリ
- 協力：NECO家
- 制作：ハニーカンパニー
- 監修：村枝プロダクション

## 関連商品
以下全て配信サイトにて通販中。
マジン団戦闘員入団式CD
「電波少女怪人レーダちゃん」の主題歌である『ポイズンパルス』と、レーダによる購入者への個別メッセージを収録するCD。
HXLアワー ソングコレクション
『ポイズンパルス（フルバージョン）』『レーダちゃん音頭』『I need you,needleeye』『黄ぶなの唄』の4曲を収録したもので、ダウンロード版（MP3データ）のみ発売中。各曲個別ダウンロードも可能。
ニードルアイ/電波少女怪人レーダちゃん
ラジオドラマ作品「ニードルアイ」と「電波少女怪人レーダちゃん」を収録したDVDであり、通販の他にコミックマーケットの企業ブース等においても販売されている。
| 巻数 | 「ニードルアイ」収録話 | 「電波少女怪人レーダちゃん」収録話 | 発売日         | ダウンロード版発売日 |
| ---- | ---------------------- | ---------------------------------- | -------------- | -------------------- |
| 1    | 第1話 - 第3話          | 第1話 - 第5話                      | 2010年8月13日  | 2010年11月5日        |
| 2    | 第4話 - 第6話          | 第6話 - 第8話                      | 2010年12月17日 | -                    |

オリジナルTシャツ
現在、3種類のTシャツが販売中。

## 備考
当初は全番組がYouTube内redachan さんのチャンネルからの配信であったが、2010年1月6日よりＨＸＬアワー hxlhour さんのチャンネルよりの配信に変更されている。この際、線画であった「電波少女怪人レーダちゃん」がカラーになり、3つの動画共にラスト5秒に『ラジオ劇場HXLアワー』のURLが5秒ほど表示されるバージョンに差し替えられた。